# Actinopeltis sordidula
Actinopeltis sordidula är en svampart som först beskrevs av Arx, och fick sitt nu gällande namn av P.M. Kirk & Spooner 1990. Actinopeltis sordidula ingår i släktet Actinopeltis och familjen Microthyriaceae.   Inga underarter finns listade i Catalogue of Life.